# STS-51
STS-51 byla mise raketoplánu Discovery. Celkem se jednalo o 57. misi raketoplánu do vesmíru a 17. pro Discovery. Cílem mise bylo vynesení pokusného modelu ACTS.

## Posádka
- Frank L. Culbertson, Jr. (2) velitel
- William F. Readdy (2) pilot
- James H. Newman Ph.D. (1) letový specialista 1
- Daniel W. Bursch (1) letový specialista 2
- Carl E. Walz (1) letový specialista 3

V závorkách je uvedený dosavadní počet letů do vesmíru včetně této mise.